# Grave e Zone umide della Brenta
Grave e Zone umide della Brenta este o arie protejată (arie specială de conservare — SAC, sit de importanță comunitară — SCI, arie de protecție specială avifaunistică — SPA) din Italia întinsă pe o suprafață de 3.848 ha, integral pe uscat.

## Localizare
Centrul sitului Grave e Zone umide della Brenta este situat la coordonatele 45°34′03″N 11°46′33″E / 45.5674°N 11.7757°E.

## Înființare
Situl Grave e Zone umide della Brenta a fost declarat sit de importanță comunitară în septembrie 1995 pentru a proteja 56 de specii de animale. Alte tipuri de protecție:
- arie de protecție specială avifaunistică (în august 2003)
- arie specială de conservare (în iulie 2018)[1][2][3]

## Biodiversitate
Situată în ecoregiunea continentală, aria protejată conține 5 habitate naturale: Râuri cu maluri nămoloase cu vegetație de Chenopodion rubri p.p. și Bidention p.p., Râuri de munte și vegetația lor lemnoasă cu Salix elaeagnos, Ape stătătoare oligotrofe până la mezotrofe, cu vegetație de Littorelletea uniflorae și/sau de Isoëto-Nanojuncetea, Cursuri de apă de la nivel de câmpie la nivel montan, cu vegetație Ranunculion fluitantis și Callitricho-Batrachion, Păduri aluvionare cu Alnus glutinosa și Fraxinus excelsior (Alno-Padion, Alnion incanae, Salicion albae).
La baza desemnării sitului se află mai multe specii protejate:
- păsări (38): uliu păsărar (Accipiter nisus), pescăruș albastru (Alcedo atthis), stârc cenușiu (Ardea cinerea), stârc roșu (Ardea purpurea), stârc galben (Ardeola ralloides), ciuf-de-pădure (Asio otus), buhai de baltă (Botaurus stellaris), caprimulg (Caprimulgus europaeus),  prundaș gulerat mic (Charadrius dubius), chirighiță neagră (Chlidonias niger), barză albă (Ciconia ciconia), barză neagră (Ciconia nigra), mierla de apă (Cinclus cinclus), erete de stuf (Circus aeruginosus), erete vânăt (Circus cyaneus), cioară de semănătură (Corvus frugilegus), cristeiul de câmp (Crex crex), ciocănitoare pestriță mare (Dendrocopos major), presură de grădină (Emberiza hortulana), vânturel de seară (Falco vespertinus), cufundar polar (Gavia arctica), acvilă pitică (Hieraaetus pennatus), stârc pitic (Ixobrychus minutus), sfrâncioc roșiatic (Lanius collurio), rață pestriță (Mareca strepera), prigoare (Merops apiaster), gaia neagră (Milvus migrans), stârc de noapte (Nycticorax nycticorax), ciuf-pitic (Otus scops), vultur pescar (Pandion haliaetus), ciocănitoarea verde (Picus viridis), corcodel mare (Podiceps cristatus), pițigoi-pungar (Remiz pendulinus), lăstun de mal (Riparia riparia), rață cârâitoare (Spatula querquedula), silvie porumbacă (Sylvia nisoria), corcodel mic (Tachybaptus ruficollis), fluierar de mlaștină (Tringa glareola)
- amfibieni (2): Rana latastei, Triturus carnifex
- mamifere (3): liliac cu urechi mari (Myotis bechsteinii), liliac comun (Myotis myotis), liliacul mare cu potcoavă (Rhinolophus ferrumequinum)
- nevertebrate (1): fluturele purpuriu (Lycaena dispar)
- pești (11): Barbus caninus, Barbus plebejus, Chondrostoma soetta, Cobitis bilineata, zglăvoacă (Cottus gobio), Lethenteron zanandreai, Protochondrostoma genei, Rutilus pigus, Sabanejewia larvata, Salmo marmoratus, Telestes muticellus
- reptile (1): țestoasa de baltă (Emys orbicularis)

Pe lângă speciile protejate, pe teritoriul sitului au mai fost identificate 8 specii de plante, 8 specii de mamifere, 1 specie de pești, 4 specii de reptile.